# Baia di Bohai
La baia di Bohai (渤海湾,Pinyin = Bóhǎi Wān) è una delle tre baie che forma il golfo di Bohai, il golfo più interno del Mare Giallo, nel nordest della Cina. Confina con la provincia dell'Hebei e con la municipalità di Tianjin.
Le tre baie sono: la baia di Laizhou nel sud, baia di Liaodong  nel nord, e la baia di  Bohai ad ovest.

## Origine
La baia di Bohai era dominata in passato dalle navi e dalle imbarcazioni di Balhae. I cinesi decisero di chiamare questa baia col nome baia di Bohai in ricordo dello stato che una volta dominò il territorio corrispondente alla moderna Manciuria.